# Lista de membros da Academia de Ciências da América Latina
Está lista contém, nomes de membros da Academia de Ciências da América Latina.

## Ativos

### Argentina
- en:Eduardo Artz
- en:Alberto Aguayo
- Alejandro J. Arvia
- Carlos Balseiro
- Francisco Baralle
- Francisco José Barrantes
- Luis Alberto Beaugé
- Daniel Raúl Bes
- Néstor Oscar Bianchi
- Lutz Birnbaumer
- Miguel Angel Blesa
- Alberto Boveris
- Ernesto Calvo
- Beatriz Leonor Caputto
- Juan J. Cazzulo
- Daniel Enrique De Florian
- Rosa Muchnik de Lederkremer
- Diego De Mendoza
- Juan M. Dellacha
- Pedro José Depetris
- en:Ana Belén Elgoyen
- Mirtha Flawiá
- Alberto Carlos Frasch
- Andrea Gamarnik
- Manuel González Sierra
- Oscar Grau
- Alberto R. Kornblihtt
- Antonio Lagares
- Hugo José Maccioni
- es:Jorge Horacio Medina
- Silvia Moreno
- Alejandro César Olivieri
- Mario Nestor Parisi
- es:Armando J. Parodi
- Juana M. Pasquini
- en:Juan Pablo Paz
- Jorge Pullín
- Gabriel Adrián Rabinovich
- Roberto Walter Racca
- Marcelo Rubinstein
- en:David Sabatini
- Alberto J. Solari
- Galo Juan de Ávila Arturo Soler Illia
- Juan Alfredo Tirao
- Osvaldo Daniel Uchitel
- Rubén Vallejos
- Oscar José Varela
- Alejandro José Vila
- Miguel Ángel Virasoro
- Pablo Wappner

### Bolívia
- Dino Antonio Giussani

### Brasil
- Edson X. Albuquerque
- Flavía Carvalho Alcantara Gomes
- Vanderlei Salvador Bagnato
- Renato S. Balao Cordeiro
- Willy Beçak
- Selma Maria Bezerra Jeronimo
- Tito Bonagamba
- César Leopoldo Camacho
- Hernan Chaimovich Guralnik
- Umberto G. Cordani
- Diógenes de Almeida Campos
- Sylvio Ferraz Mello
- en:Fernando Garcia de Mello
- Aníbal Gil Lopes
- Iván Antonio Izquierdo
- Stevens Kastrup Rehen
- Eduardo Moacyr Krieger
- Daniela Lazzaro
- Rafael Linden
- Gerhard Malnic
- Sérgio Mascarenhas de Oliveira
- Adolpho José Melfi
- Herch Moysés Nussenzveig
- Glaucius Oliva
- Antonio Paes de Carvalho
- Jacob Palis Junior
- Anita Dolly Panek
- Sidarta Ribeiro
- Héctor Nicolás Seuánez Abreu
- Constantino Tsallis
- Aníbal Eugenio Vercesi
- Massayoshi Yoshida

### Chile
- Renato Albertini
- es:Jorge Allende
- Claudio Barros
- Francisco J. Bezanilla M.
- Enrique Brandan
- Claudio Bunster
- Bruce K. Cassels
- Catherine Connelly
- Andres Oscar Couvé
- Horacio B. Croxatto A.
- Milton Gallardo
- Ligia T. Gargallo González
- Cecilia Hidalgo Tapia
- Manuel Krauskopf
- Pedro Labarca
- Ramón Latorre
- Sergio Alejandro Lavandero González
- Eduardo A. Lissi Gervaso
- Elisa T. Marusic
- Gloria Montenegro R.
- Esteban M. Rodríguez Cairo
- en:Mario Rosemblatt
- Francisco Rothhammer E.
- Juan Carlos Sáez Carreño
- Mario J. Silva
- Evgenia Spodine
- es:Juan de Dios Vial Correa
- Rafael Vicuña
- Jose H. Zagal

### Colômbia
- Xavier Caicedo Ferrer
- Enrique Forero González
- es:Manuel Elkin Patarroyo
- Pedro Antonio Prieto Pulido
- Fernando Rosas
- de:Walter Stühmer
- es:Moisés Wasserman

### Costa Rica
- Pedro E. León
- Rodrigo Zeledón

### Cuba
- Hugo Celso Pérez Rojas
- Ramón Pomes Hernández
- Pedro Valdés Sosa

### Equador
- Luis A. Coloma Román
- en:Eugenia Del Pino
- Eduardo V. Ludeña A.
- Katya Susana Romoleroux

### Guatemala
- Carlos E. Rolz Astúrias

### México
- Jorge Aceves
- Francisco J. Alvarez Leefmans
- Vladimir Bassiouk
- es:Francisco Gonzalo Bolívar Zapata
- Marcelino Cereijido M.
- es:Alberto Darszon Israel
- Alexander De Luna
- es:Jorge Flores Valdés
- es:Jesús Adolfo García-Sáinz
- Alicia González Manjarrez
- es:Susana López Charretón
- Lorenza Gonzalez-Mariscal y Muriel
- Gabriel Guarneros Peña
- Luis R. Herrera-Estrella
- es:Blanca Elena Jiménez Cisneros
- Pedro Joseph-Nathan
- Eusebio Juaristi
- Patricia León Mejía
- Juan Ernesto Ludert León
- Linda Rosa Manzanilla Naim
- es:Adolfo Martínez Palomo
- Ricardo  Miledi
- Jorge Morales Montor
- Octavio J. Obregón D.
- María Teresa Orta
- es:Rafael Palacios de la Lama
- Manuel Peimbert
- en:Antonio Peña Díaz
- Lourival Domingos Possani Postay
- Luis Felipe Rodríguez Jorge
- es:Ranulfo Romo
- Fidel Ramón Romero
- Tamara Luti Rosenbaum Emir
- es:Pablo Rudomín
- José Ruíz Herrera
- José Sarukhan Kermez
- Julio E. Sotelo M.
- Jean-Philippe Vielle-Calzada

### Nicarágua
- Jorge Pérez-Huete

### Panamá
- Mahabir Gupta

### Peru
- Alberto Arregui
- es:Fabiola León-Velarde
- Fernando Agustín Ponce
- William M. Roca P.
- Abraham Vaisberg W.

### Porto Rico
- Elvira Grutas

### Uruguai
- Ricardo Benavente
- Manuel O. Díaz
- Raúl Donangelo
- Julio A. Fernández A.
- Rodolfo H. Gambini
- Omar Macadar
- Roberto Markarian Abrahamian
- Fernando Paganini Herrera
- Rafael Alberto Radi Isola
- Omar Trujillo Cenoz

### Venezuela
- Rafael Jesús Apitz Castro
- Gustavo Benaim
- es:Claudio Bifano
- Ismardo Bonalde
- Gustavo Ramón Bruzual Alfonzo
- Andrés L. Buonanno
- Roberto Callarotti
- Carlo Caputo Frauenfelder
- Orlando J. Castejón S.
- Carlos Di Prisco
- José Gilberto Esparza Bracho
- Anamaría Font
- Luis F. Hernández R.
- Maria Luisa Izaguirre L.
- Klaus Jaffé
- Narahari Joshi
- es:Zulay Pérez de Layrisse
- José Rafael León Ramos
- Lucimay Lima
- Ferdinando Liprandi
- Joaquin A. Lira-Olivares
- Iván Danilo López-Hernández
- Reinaldo Marín
- Ernesto Antonio Medina Dagger
- Fabian Michelangeli
- Oscar Noya
- Raúl A Padrón C.
- Roberto Patarca
- Fulgencio Proverbio
- Flor Helene Pujol Chitty
- José Luis Ramírez Ochoa
- Jaime Requena
- Manuel Rieber
- Bernardo Rodríguez Iturbe
- Egidio L. Romano
- Jean-Louis Salager S.
- Gioconda San-Blas
- Benjamín R. Scharifker
- en:Santiago Schnell
- Félix Jacobo Tapia
- Horacio Vanegas
- Leopoldo Villegas
- Jorge Villegas

## Correspondentes
- México- Estados Unidos, Francisco Álvarez Leffmans
- México- Estados Unidos, Arturo Alvarez-Buylla
- Venezuela- Estados Unidos, Manuel Bautista
- Uruguai- Alemanha, Ricardo Benavente
- Chile- Estados Unidos, en:Francisco Bezanilla
- Venezuela- Estados Unidos, Andrés Bonanno
- Uruguai- Espanha, Washington Buño
- Peru- Estados Unidos, Carlos Bustamante
- Venezuela- Suécia, Germán Camejo
- Venezuela- Itália, Julián Chela-Flores
- Estados Unidos, Gabriel Corfás
- Uruguai- Estados Unidos, Edward M.F. De Robertis
- Argentina- Estados Unidos, Roberto Docampo
- Estados Unidos, Ernesto Freire
- México- Estados Unidos, Arturo Gómez Pompa
- Argentina- Reino Unido, Virgilio León Lew
- Colômbia- Estados Unidos, en:Rodolfo Llinás
- Chile- Reino Unido, Roberto Mayor
- México- Estados Unidos,  Mario J. Molina
- Nicarágua- Reino Unido, Salvador Moncada
- Venezuela- Japão, Franco Nori
- Estados Unidos, Esperanza Recio-Pinto
- Venezuela- Estados Unidos, es:Ignacio Rodríguez Iturbe
- Venezuela- Estados Unidos, en:Alejandro Sánchez Alvarado
- Uruguai- França, Claudio Scazzocchio
- Uruguai- Estados Unidos, José Pedro Segundo
- Uruguai- Reino Unido, Claudio Stern
- Colômbia- Estados Unidos, Walter Stumher
- Peru- Reino Unido, Teresa Tiffert
- Argentina- Itália, Miguel Viraboro

## Falecidos
Lista de membros falecidos.
| Acadêmico                          | País               |
| ---------------------------------- | ------------------ |
| Guido Münch                        | México             |
| Hugo Aréchiga                      | México             |
| José Luis Ávila Bello              | Venezuela          |
| Pedro J. Aymonino                  | Argentina          |
| Eva Bartels de Bernal              | Colômbia           |
| Guido Beck                         | Brasil             |
| Bernardo Beiguelman                | Brasil             |
| Carlos Beyer Flores                | México             |
| Joao Bigarella                     | Brasil             |
| Carlos G. Bollini                  | Argentina          |
| es:Duccio Bonavia                  | Peru               |
| Walter Borzani                     | Brasil             |
| Alberto Calderón                   | Argentina          |
| es:Roberto Caldeyro Barcia         | Uruguai            |
| en:José María Cantú Garza          | México             |
| Ranwel Caputo                      | Argentina          |
| Carlos Chagas Filho                | Brasil             |
| Rolando Chuaqui                    | Chile              |
| Gabriel Chuchani                   | Venezuela          |
| Giuseppe Cilento                   | Brasil             |
| Jacinto Convit                     | Venezuela          |
| Oswaldo Cori                       | Chile              |
| Miguel Covián                      | Argentina- Brasil  |
| Ricardo Cruz-Coke Madrid           | Chile              |
| Mauricio da Rocha e Silva          | Brasil             |
| Antonio Carlos de Matos Paiva      | Brasil             |
| Leopoldo de Meis                   | Egito- Brasil      |
| Margarida de Mello Aires           | Brasil             |
| Eduardo de Robertis                | Argentina          |
| Marcel de Souza Santos             | Brasil             |
| es:Francisco De Venanzi            | Venezuela          |
| Venancio Deulofeu                  | Argentina          |
| Reinaldo Di Polo                   | Venezuela          |
| es:Santiago Díaz Piedrahita        | Colômbia           |
| Johanna Döbereiner                 | Brasil             |
| Máximo Drets                       | Uruguai            |
| Fernándo Dulout                    | Argentina          |
| Juan Carlos Fasciolo               | Argentina          |
| es:Augusto Fernández Guardiola     | Espanha- México    |
| Virgilio Foglia                    | Argentina          |
| es:Arnoldo Gabaldón                | Venezuela          |
| Leopoldo García Colin              | México             |
| Elio García-Austt                  | Uruguai            |
| Máximo Jesús García Sucre          | Venezuela          |
| Patricio Garrahan                  | Argentina          |
| Juan José Giambiagi                | Argentina- Brasil  |
| Jacobo Gómez Lara                  | México             |
| es:Armando Gómez Puyou             | México             |
| Ernesto González Enderds           | Venezuela          |
| Otto Richard Gottlieb              | Chéquia- Brasil    |
| Hernando Groot Liévano             | Colômbia           |
| Eduardo Gros                       | Argentina          |
| Bernhard Gross                     | Brasil             |
| Hugo Hoenigsberg                   | Colômbia           |
| es:Alberto Hurtado Abadía          | Peru               |
| Andrés J. Kalnay                   | Venezuela          |
| es:Alfredo Lanari                  | Argentina          |
| César Lattes                       | Brasil             |
| Federico Leighton Puga             | Chile              |
| Cinna Lomnitz Aronsfrau            | Alemanha- México   |
| José Leite Lopes                   | Brasil             |
| Luis Leloir                        | França- Argentina  |
| Joaquín Luco                       | Chile              |
| Vittorio Luzzati                   | Argentina          |
| Sonia Machado de Campos Dietrich   | Brasil             |
| Jorge Mardones                     | Chile              |
| G.B. Marini-Bettolo                | Itália             |
| Fernando Flávio Marques de Almeida | Brasil             |
| Leonardo Mata Jiménez              | Costa Rica         |
| Leonardo Mateu S.                  | Venezuela          |
| César Milstein                     | Argentina          |
| es:Carlos Monge Medrano            | Peru               |
| es:Luis Eduardo Mora-Osejo         | Colômbia           |
| Marcos Moshinsky                   | México             |
| Haití Mousatché                    | Brasil             |
| Leopoldo Nachbin                   | Brasil             |
| Tatsuhiko Nakano                   | Venezuela          |
| es:Hermann Niemeyer                | Chile              |
| Octavio A. Novaro Peñalosa         | México             |
| Aristides Pacheco Leão             | Brasil             |
| Ernesto Palacios-Prü               | Venezuela          |
| Alejandro C Paladini               | Argentina          |
| Crodowaldo Pavan                   | Brasil             |
| Mauricio Matos Peixoto             | Brasil             |
| es:Eduardo H. Rapoport             | Argentina          |
| Osvaldo Alfredo Reig               | Argentina          |
| en:Marcel Roche                    | Venezuela          |
| Emilio Rosenblueth                 | México             |
| Edmundo A. Rúveda                  | Argentina          |
| es:Igor Saavedra Gatica            | Chile              |
| Jorge Sahade                       | Argentina          |
| Oscar Sala                         | Brasil             |
| Francisco Mauro Salzano            | Brasil             |
| Roberto Sánchez Delgado            | Venezuela          |
| José Santomé                       | Argentina          |
| Luis Santaló                       | Espanha- Argentina |
| Mário Schenberg                    | Brasil             |
| Andrés Stoppani                    | Argentina          |
| Alberto Taquíni                    | Argentina          |
| Héctor N. Torres                   | Argentina          |
| Luis Vargas Fernández              | Chile              |
| Raimundo Villegas P.               | Venezuela          |
| Gloria M. Villegas                 | Venezuela          |
| Carl P. Von Dietrich               | Brasil             |
| Guillermo Whittembury              | Venezuela          |
| es:Salvador Zubirán                | México             |